# 시그마 결합
시그마 결합(영어: sigma bond)은 양자화학에서 분자 궤도의 하나로, 분자내 서로 이웃하고 있는 원자의 원자 궤도가 겹쳐 만들어진다.

## 정의
시그마 결합은 결합에 참여하는 원자 궤도가 겹쳐져 형성된다. 이 두 물질에서 결합을 이루고 있는 전자는, 결합을 이루고 있는 두 원자의 핵을 잇는 축(결합축)을 중심으로 그 둘레에 위치하고 있어 전자의 분포가 원통형 대칭이 된다. 이와 같은 결합을 시그마 결합이라고 한다. 시그마 결합은 공유결합 중에서 가장 강한 결합이다. 이중결합 또는 삼중결합 등 다중결합에서 시그마 결합에 추가하여 나타나는 파이 결합은 시그마 결합보다 약한 결합이다.

## 시그마 결합의 예
수소 분자(H2)에서는 두 수소 원자의 1s 원자 궤도가 겹쳐져 시그마 결합을 이룬다. 플루오린화 수소(HF)에서는 수소 원자의 1s 원자 궤도와 플루오린 원자의 2p 원자 궤도가 겹쳐져 시그마 결합을 이룬다.

## 같이 보기
- 파이 결합
- 공유 결합
- 델타 결합
- 전자 배열